# Club d'échecs d'Édimbourg
Le Club d'échecs d'Édimbourg (Edinburgh Chess Club en anglais) est un club d'Échecs écossais installé à Edimbourg depuis 1822.

## Histoire
Le Club d'échecs d'Édimbourg a été créé en 1822. C'est l'un des plus vieux clubs au monde encore en activité. Le premier bureau est composé du docteur A. Berry (président), de D. Berry (trésorier) et de John More, secrétaire. Il siège à l'origine au  North British Hotel  sur Princes Street. 

### Match par correspondance de 1824
Deux ans après sa formation, en 1824, le club prend part au tout premier match par correspondance contre le club d'échecs de Londres. Il s'agissait de jouer des coups, de les noter, et de les  envoyer par lettre, lesquelles étaient, à cette époque, transportées à cheval et en calèche.

#### Enjeu de la partie
Trois parties officielles, comptant pour le score du match, étaient prévues, et deux autres parties, amicales, sans effet sur le score. Les perdants s'engageaient à remettre aux gagnants une coupe en argent d'une valeur de 25 £. Le défi était largement considéré comme une sorte d'impertinence et personne ne s'attendait à autre chose qu'une large victoire londonienne. Ils avaient de loin les joueurs les plus expérimentés, emmenés par le meilleur joueur anglais du jour, William Lewis, et assisté entre autres par John Cochrane qui a donné son nom à un certain nombre de gambits. Contre eux, les joueurs d'Édimbourg étaient pour la plupart inconnus, en dehors de James Donaldson.

#### Première partie écossaise enregistrée
Lors de cette partie correspondance, les joueurs londoniens ont utilisé l'ouverture désormais connue sous le nom de partie écossaise. Les joueurs d'Edimbourg l'ont tellement appréciée qu'ils l'ont adoptée eux-mêmes par la suite.
Les coups joués par les deux clubs étaient régulièrement publiés dans des journaux et permettait au public de les suivre. Une controverse a eu lieu lorsque le club de Londres a tenté de revenir sur un coup, jugé faible, alors qu'il avait déjà été publié et envoyé, demandant même en vain au maître de poste le retour de la lettre. Le maître de poste ayant refusé, le club d'Édimbourg le reçoit et n'accepte pas son annulation, considérant que c'était l'équivalent d'un coup effectué. Le club écossais emportera par la suite la partie concernée.
Le match par correspondance se terminera après 4 ans, sur une victoire d'Édimbourg. Sur les 5 matchs officiels joués au total deux parties aboutirent à des matchs nuls, et n'ont pas été comptées dans le résultat final, deux ont été remportés par Édimbourg et un par Londres. En tant que vainqueur du match, Édimbourg a pris possession du trophée promis qui a été rapidement baptisé Scot's Gambit Cup (coupe du gambit écossais). Elle est toujours exposée dans l'armoire à trophées du club.

## Personnalités

### Anciens membres
James Donaldson
Howard Staunton a été membre honoraire du club.